# Latitingis
Latitingis is een geslacht van wantsen uit de familie van de Tingidae (Netwantsen). Het geslacht werd voor het eerst wetenschappelijk beschreven door Péricart in 1985.

## Soorten
Het genus is monotypisch en bevat alleen de volgende soort:

- Latitingis amplipennis Péricart, 1985